# Byšta
Byšta es un municipio del distrito de Trebišov en la región de Košice, Eslovaquia, con una población estimada a final del año 2024 de 138 habitantes.
Se encuentra ubicado al este de la región, en la cuenca hidrográfica del río Ondava (afluente del río Bodrog que, a su vez, lo es del Tisza), y cerca de la frontera con la región de Prešov y Hungría.

## Demografía
| Año        | 1994 | 2004     | 2014    | 2024 |
| ---------- | ---- | -------- | ------- | ---- |
| Población  | 184  | 157      | 150     | 138  |
| Diferencia |      | −14,67 % | −4,45 % | −8 % |

| Año        | 2023 | 2024    |
| ---------- | ---- | ------- |
| Población  | 139  | 138     |
| Diferencia |      | −0,71 % |